# هكتور باسباي
هكتور باسباي (بالإنجليزية: Hector Busby)‏ هو مهندس وملاح نيوزيلندي، ولد في 1 أغسطس 1932، وتوفي في 11 مايو 2019.